# Junte de salut national
La Junte de salut national (en portugais, Junta de Salvação Nacional, JSN) est un groupe d'officiers désigné pour maintenir le gouvernement du Portugal en avril 1974 après que la révolution des Œillets a renversé le régime dictatorial de l'Estado Novo. Cette junte prend le pouvoir le jour du communiqué d'António de Spínola, le 26 avril 1974 à 1 h 30 du matin. Elle le quitte en avril 1976, soit après deux ans qualifiés de Processus révolutionnaire en cours (PREC).
Le Mouvement des forces armées (Movimento das Forças Armadas) à l'origine du coup d'État avait planifié la formation de cette junte dans son programme : le but était d'assurer l'intérim du pouvoir politique jusqu'à la formation d'un gouvernement civil provisoire et d'éviter un effondrement immédiat du régime en suppléant à la destitution du président de la République, le contre-amiral Américo Tomás, et de son gouvernement. Cette désignation s'accompagne de la dissolution de l'Assemblée de la République et du Conseil d'État. La promulgation de la loi constitutionnelle no 1/74, du 25 avril légitime ce processus. Le choix du Président et du Vice-Président sera de la responsabilité de la junte. Les membres de la junte seront choisis parmi les trois corps d'armée.
Elle se compose donc du :
- Général António de Spínola (président issu de l'armée de terre)
- Général Francisco da Costa Gomes (armée de terre)
- Brigadier-général Jaime Silvério Marques (armée de terre)
- Général Diogo Neto (absent, au Mozambique) (armée de l'air)
- Colonel Carlos Galvão de Melo (armée de l'air)
- Capitaine José Pinheiro de Azevedo (marine)
- Commandant António Rosa Coutinho (marine).

De manière intérimaire, la junte exercera alors les fonctions de président de la République (du 26 avril au 15 mai 1974, jour de la désignation par la junte de António de Spínola comme chef d'État) et de président du Conseil (du 26 avril au 16 mai jour où le Premier gouvernement provisoire du Portugal entre en fonction présidé par Adelino da Palma Carlos).
Les événements du 28 septembre 1974 entraînent la démission du général Spínola du poste de président de la République et de membre de la JSN, puis de celle de Jaime Silvério Marques, Diogo Neto et Galvão de Melo. Le général Francisco da Costa Gomes est alors désigné président de la République tandis que de nouveaux officiers intégreront la JSN :
- Lieutenant-colonel Carlos Fabião (armée de terre) ;
- Lieutenant-colonel Nuno Fisher Lopes Pires (armée de terre) ;
- Lieutenant-colonel Narciso Mendes Dias (armée de l'air) ;
- Lieutenant-colonel Aníbal Pinho Freire (armée de l'air) ;
- Commandant Silvano Ribeiro (Marine) (assurant l'intérim durant l'absence de l'amiral Rosa Coutinho, alors haut-commissaire en Angola).

Après deux tentatives de coup d'État en mars 1975 (dont un mené par Spínola), la JSN cesse ses fonctions, ses membres intégrant alors le nouveau Conseil de la Révolution.